# Lijst van moskeeën in Mauritanië
Deze lijst omvat moskeeën in Mauritanië. Er zijn ruim 8.000 moskeeën in Mauritanië.
| Naam                 | Afbeelding | Stad       | Inhuldiging     | Stijl | Opmerkingen                             |
| -------------------- | ---------- | ---------- | --------------- | ----- | --------------------------------------- |
| Chinguetti-moskee    |            | Chinguetti | 13e of 14e eeuw |       | Het is de oudste moskee van Mauritanië. |
| Marokkaanse Moskee   |            | Nouakchott | Jaren 70        | Moors |                                         |
| Oualata-moskee       |            | Oualata    |                 |       |                                         |
| Ould Abas-moskee     |            | Nouakchott | 1963            |       | Het is de oudste moskee van Nouakchott. |
| Saoedische Moskee    |            | Nouakchott | 2004            |       |                                         |
| Tevragh Zeina-moskee |            | Nouakchott |                 |       |                                         |